# Jovan Vlalukin
Jovan Vlalukin (Novi Sad, 21 de mayo de 1999) es un futbolista serbio que juega en la demarcación de defensa para el FK TSC de la Superliga de Serbia.

## Selección nacional
Tras jugar en varias categorías inferiores, finalmente hizo su debut con la selección de fútbol de Serbia en un partido amistoso contra República Dominicana que finalizó con un resultado de empate a cero.

## Clubes
| Club                        | País    | Año       | Partidos | Goles |
| --------------------------- | ------- | --------- | -------- | ----- |
| FK Teleoptik (cedido)       | Serbia  | 2018-2019 | 44       | 3     |
| FK Metalac Gornji Milanovac | Serbia  | 2019-2022 | 79       | 0     |
| FK RFS II                   | Letonia | 2022-2023 | 3        | 0     |
| FK RFS                      | Letonia | 2022-2023 | 38       | 1     |
| FK TSC                      | Serbia  | 2023-     | 30       | 1     |